# دماسيات
دمَّاسيَّات أو ثعابين عمياء نحيفة أو ثعابين خيطية (الاسم العلمي: Leptotyphlopidae)، فصيلة ثعابين توجد في أمريكا الشمالية وأمريكا الجنوبية وأفريقيا وآسيا. جميعها أحفورية (أي حافرة) ومتلاءمه لتحفر وتتغذى على النمل والنمل الأبيض.